# 강마음
강마음(1995년 7월 15일 ~ )은 대한민국의 가수다. 2018년 싱글 앨범 [마음]으로 데뷔했다.

## 방송
- 슈퍼스타K 6 - Top24
- tvn 좋은가요 - '마음대로 혜란'

## 음반
- B'Cusic (2016 백석문화대학교 실용음악학부) (2016)
- 마음 (2018)
- 취중 (2021)